# Naturpark Reinhardswald

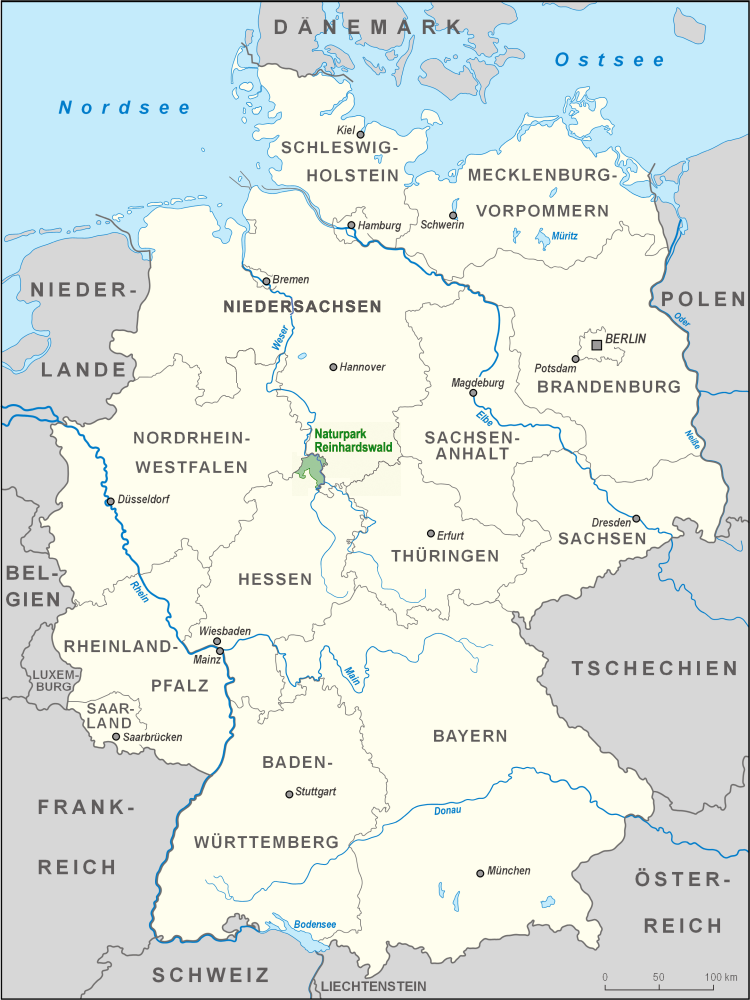
Karte

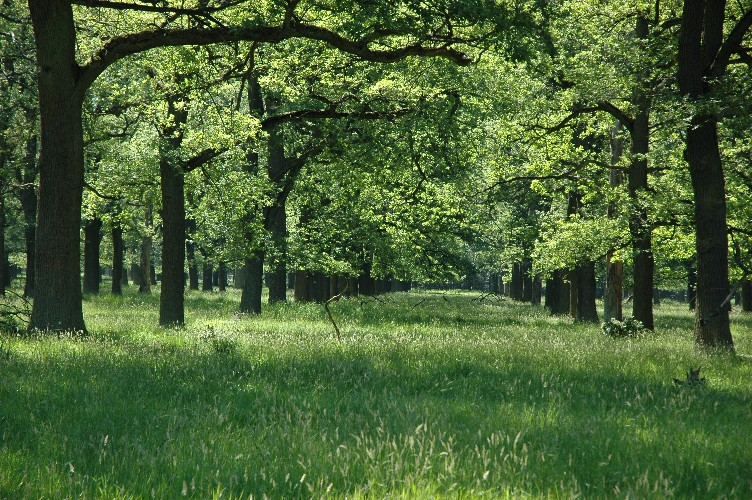
Hutewald mit alten Eichen im Reinhardswald

Der Naturpark Reinhardswald ist ein Naturpark in der Nordspitze des Bundeslands Hessen, im Landkreis Kassel. Der 2017 neu ausgewiesene Naturpark ist 44.851 Hektar groß.

## Lage und Abgrenzung
Der Naturpark liegt in Nordhessen, vollständig innerhalb des Landkreises Kassel, im (gemeindefreien) Forstgutsbezirk Reinhardswald und den Kommunen Bad Karlshafen, Grebenstein, Hofgeismar, Immenhausen, Liebenau, Trendelburg, Fuldatal, Reinhardshagen und Wesertal. Naturräumlich umfasst er, neben dem namensgebenden Reinhardswald (im Naturraum Solling, Bramwald und Reinhardswald) das östlich angrenzende Wesertal (mit Teilen des untersten Abschnitts des Fuldatals) und die hessischen Anteile des Bramwalds, jeweils bis zur hessisch-niedersächsischen bzw. nordrhein-westfälischen Landesgrenze. Bestandteil des Naturparks ist aber auch das landschaftlich völlig anders gestaltete, westlich an den Reinhardswald angrenzende Diemelland, mit Teilen der westhessischen Senke und des als Oberwälder Land schon zum oberen Weserbergland gerechnete unteren Diemeltals. Während die Dörfer und Kleinstädte im Norden (einschließlich Bad Karlshafen, Helmarshausen und Lippoldsberg) im Naturpark liegen, wurde das Stadtgebiet von Hofgeismar und große Teile der intensiv landwirtschaftlich genutzten Esse-Niederung östlich davon ausgespart. Gegenüber der Entwurfsplanung von 2016 wurde die tatsächlich ausgewiesene Fläche, aufgrund politischer Interventionen einiger Gemeinden, etwas verkleinert.
Östlich schließt rechts der Weser, auf niedersächsischer Seite, direkt der Naturpark Münden, im Norden der Naturpark Solling-Vogler an. Auf nordrhein-westfälischer Seite im Westen ist der Naturpark Teutoburger Wald/Eggegebirge benachbart.

## Landschaft und Ausstattung
Der Reinhardswald selbst und der Bramwald sind überwiegend aus nährstoffarmen Sandsteinen des Buntsandstein aufgebaut und weit überwiegend bewaldet. Im Diemeltal überwiegen hingegen Kalksteine des Muschelkalk, die ausgedehnte Kalkmagerrasen tragen, die weit überwiegend als Naturschutzgebiete ausgewiesen sind. In der dazwischen liegenden Hofgeismarer Rötsenke aus weichen Sedimenten des Röt überwiegen flachwellige Ebenen und abgerundete Landschaftsformen. Überragt werden sie teilweise von Basaltkuppen, wie zum Beispiel dem Gahrenberg im Reinhardswald, dem Schöneberg, Heuberg und Westberg bei Hofgeismar und dem Deiselberg nahe Trendelburg.
Von der Fläche des Naturparks sind Naturschutzgebiete etwa 1270 Hektar, Naturdenkmale etwa 34 Hektar und Landschaftsschutzgebiete etwa 3964 Hektar. Natura 2000-Gebiete („FFH“-Gebiete) umfassen etwa 18.960 Hektar, wobei diese Kategorie mit den anderen überlappt. Damit erreicht der Anteil der Schutzgebiete am Naturpark etwa 40 Prozent der Gesamtfläche. Die restlichen Flächen unterliegen keinem besonderen Schutz.
Zu den bekannten Sehenswürdigkeiten im Naturpark gehört zum Beispiel die Sababurg mit dem Tierpark und dem nahebei gelegenen Naturschutzgebiet Urwald Sababurg. im dortigen Tierpark befindet sich ein Besucherzentrum.

## Organisation
Der Naturpark ist als eingetragener Verein (e.V.) organisiert. Mitglieder sind der Landkreis Kassel, der Landesbetrieb Hessen-Forst und die Kommunen Bad Karlshafen, Grebenstein, Hofgeismar, Immenhausen, Liebenau und Trendelburg. Leiter des Naturparks war bei der Ausweisung Erik Aschenbrand, der 2018 ausgeschieden ist, um zum Biosphärenreservat Mittelelbe zu wechseln, seine Nachfolgerin war Bianka Zydek, die 2022 zum Landkreis Kassel wechselte. Seit 2023 ist Manuela Greipel die Geschäftsführerin des Naturparks. Die Naturpark-Geschäftsstelle hat sieben Mitarbeiter.
Der Naturpark finanziert sich aus einer Förderung des Landes Hessen und einer Umlage seiner Mitglieder. In der dreijährigen Startphase gewährte das Land Hessen eine Anschubfinanzierung in Höhe von insgesamt 450.000 Euro. Der „Förderverein – Freunde des Naturparks Reinhardswald“ unterstützt seit 2020 den Naturpark Reinhardswald und hat im Jahr 2025 rund 50 Mitglieder.